# Isaac Parker
Pour les articles homonymes, voir Parker.
Isaac Charles Parker, né le 15 octobre 1838 à Barnesville et mort le 17 novembre 1896 à Fort Smith, surnommé The Hanging Judge (le juge qui pend), est un juge américain. Il a été juge fédéral à la cour fédérale du district de l'Ouest de l'Arkansas à Fort Smith pendant 21 ans, à l'époque de la Conquête de l'Ouest. Connu pour être sévère, mais juste, il a également servi en tant que membre du Congrès des États-Unis dans le 7e district du Missouri.
Remarqué pour la sévérité de ses jugements, le juge Parker a, durant sa magistrature fédérale (pour laquelle il siégeait six jours sur sept, jusqu'à dix heures d'affilée), jugé 13 490 cas. Les suspects ont plaidé coupable ou ont été condamnés dans 9 454 de ces cas. Des 160 condamnés à mort par pendaison (156 hommes et 4 femmes), 79 ont été pendus. Les autres sont décédés durant leur incarcération, ont fait appel, ou ont été graciés,.
À une journaliste il déclare : « Ce n'est pas la sévérité de la peine, mais plutôt la certitude de la punition qui fait reculer le crime ». Abandonnant son poste de juge après vingt-et-une années de magistrature, il meurt de différentes maladies quelques semaines plus tard.

## De l'enfance à la vie d'avocat
Il est né le 15 octobre 1838 à Barnesville dans l’Ohio. Isaac est le plus jeune fils de Joseph et Jane Parker. Son père étant fermier, il grandit dans la ferme familiale. Sa mère, connue pour ses qualités morales, s'activait au sein de l’église méthodiste. Isaac a attribué son succès à l’éducation que lui avait apportée sa mère.
À la fin de l'école primaire, il part étudier à l'Institut Classique de Barnesville, une école privée. Il aurait été instituteur en école primaire pour payer ses études supérieures. À dix-sept ans, Parker prend une grande décision : il part pour étudier le droit. Il devient apprenti d’un avocat de Barnesville. Il passe à la barre en 1859 et travaille comme avocat dans le cabinet de son oncle Shannon. En 1861, Isaac ouvre son propre cabinet. Il en est encore à ses débuts lorsqu’il rencontre Mary O’Toole ; elle devient son épouse le 12 décembre 1861. Ils élèveront deux fils, Charles et James.

## L'action politique
En avril 1861, Parker est élu procureur de la ville de Barnesville, en tant que démocrate, mais la guerre civile l’empêche de profiter de son nouveau poste plus de quelques jours. Il part avec le 61e régiment d’urgence du Missouri. En 1862 et 1863, il est à nouveau élu procureur de la ville. Mais la guerre a modifié ses convictions politiques, Il rompt avec le parti démocrate en 1864.
Il sert au Congrès américain à deux reprises, étant élu en 1870 puis en 1872. À travers le Congrès américain, il aide les anciens combattants avec la garantie des pensions, il fait pression pour la construction d’un nouvel immeuble fédéral à Saint-Joseph. Il participe aux lois qui permettent aux femmes de voter et d’accéder aux fonctions publiques. Lors de son second mandat au Congrès américain, Isaac Parker a focalisé ses efforts sur la protection des Indiens ainsi que de leur territoire. Il souhaitait un traitement équitable des tribus qui vivaient sur le territoire indien.
Au terme de son deuxième mandat, Parker cherche un poste en tant que juge de district. Le 18 mars 1875, le président Ulysses Grant le nomme juge du district de l’ouest de l’Arkansas à Fort Smith.

## Le juge Parker
Isaac Parker arrive à Fort Smith le 4 mai 1875 ; il préside la cour pour la première fois dès le 10 mai 1875. Cette dernière étend sa juridiction sur le Territoire indien, mal contrôlé, lieu de refuge aisé pour les malfrats.
Initialement, la cour de Parker devait se réunir quatre fois dans l’année, mais le nombre d'affaires s'avérant trop volumineux, la cour tient des séances plus fréquemment. Le juge Parker était aussi souvent appelé à témoigner devant le Congrès ou à se substituer à d’autres juges fédéraux de la région. La Loi des Cours de 1889 réduit la compétence des juges tels que Parker. Désormais, les crimes fédéraux pouvaient être examinés par la cour suprême ; les infractions commises dans les territoires indiens échappent à la présidence de Parker. La cour du juge Parker a condamné des bandits notoires comme Colorado Bill ou Rufus Buck Gang, condamnés à mort puis exécutés lors du mandat d’Isaac Parker.

### L'affaire des dix-huit meurtres en 1875
Cette dramatique affaire criminelle marque une étape importante dans la carrière de Parker.
C’est sa première affaire en tant que juge.
Fin août 1875, quinze coupables sont condamnés, dont huit à la mort par pendaison. Mais, tout ne se déroule pas comme prévu. L'un des quinze coupables s’échappe, est rattrapé et se fait abattre sur-le-champ. La peine d'un autre condamné à mort est commuée en emprisonnement à perpétuité. Finalement, il reste six condamnés à mort : trois hommes blancs (Evans, James Moore et John Whittington) ainsi que deux hommes cherokee (Smoker Mankiller et Samuel Fooy) et un homme noir (Edmond Campbelle). La sentence de la peine de mort est prononcée. Le 3 septembre 1875, les six sont pendus pour leur crime.

### Un juge impliqué dans la vie locale
Au fur et à mesure des années, le juge Parker s’est investi dans la communauté de Fort Smith. Il a participé au financement du système scolaire public, a présidé le conseil d’administration de l’Hôpital de Saint-Jean et été actif dans le conseil de l’école.
Sa femme Marie était également très active dans les actions sociales. Quant à James et Charles, les deux fils de Marie et d'Isaac, ils fréquentaient tous deux l’école publique que leur père avait contribué à créer.

### Une manière radicale de juger
Le juge Parker a donc été surnommé « the hanging judge » (« le juge qui pend »), en considération des nombreuses condamnations qu’il a prononcées durant l'exercice de son activité judiciaire.
À l’époque les viols et assassinats étaient punis de la peine de mort. Le juge Parker instruit avec impartialité et avec la plus grande rigueur. En effet, il cherche à étayer ses jugements ; il ne pratique pas la discrimination raciale, condamnant indifféremment hommes blancs, noirs ou indiens. Le juge Parker était pour l’abolition de la peine de mort[réf. nécessaire]. Dans un article publié le 1er septembre 1896 dans la République de St Louis, il déclare « je n’ai jamais pendu un homme. C’est la loi ».

## La fin de sa vie
Le 1er septembre 1896, une loi supprime le dernier territoire indien naguère placé sous la compétence géographique de Parker. Le juge étant malade, les entretiens sur la fin de sa juridiction se tiennent à son chevet.
Parker décède le 17 novembre 1896 de plusieurs maladies comme la dégénérescence du cœur et la maladie de Bright (insuffisance rénale). Il est enterré au cimetière national de Fort Smith et sa cour est à présent un lieu historique.

## Les références au Juge Parker
Le film True Grit, issu du roman éponyme de Charles Portis, rappelle la figure légendaire du juge Parker.
Le juge Parker apparaît dans l'album Belle Starr de Lucky Luke.
Le juge Parker est cité par Frank Reagan dans l'épisode 7 de la saison 11 de Blue Bloods.
Le juge Parker apparaît dans l'album lawmen of the west édition Grand angle